# تاريخ هولندا (1900- الآن)

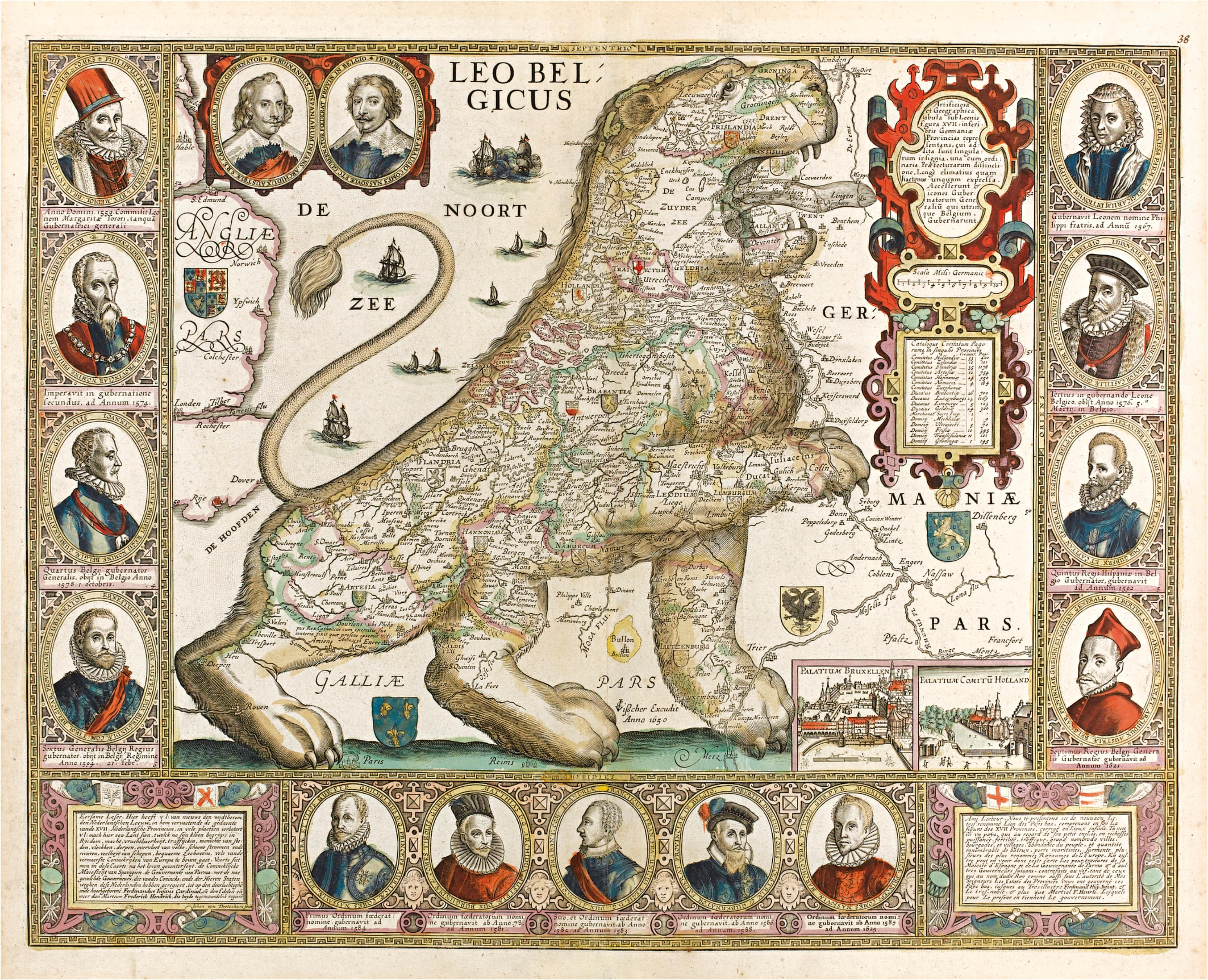

## ظهور الإشتراكية
في بداية القرن ال20 بدأت الاشتراكية تتطور في هولندا.

## الحرب العالمية الأولى
على الرغم من أن جيش هولندا احتشد عندما اندلعت الحرب العالمية الأولى في أغسطس عام 1914 إلا أنها ظلت بلداً محايداً.

## بين الحربين
أصبح المجتمع الهولندي مقسماً بين ثلاثة أيديولوجيات كبيرة: البروتستانتية والكاثوليكية الرومانية والاشتراكية، فحاولت حماية سكانها بنظام سمى  verzuiling  أو الدعامية.

## الحرب العالمية الثانية
عند اندلاع الحرب العالمية الثانية في عام 1939 أعلنت هولندا الحياد مرة أخرى.

## سنوات ما بعد الحرب
حررت قوات الحلفاء أجزاء من جزر الهند الشرقية الهولندية في منتصف عام 1945.